# Le Cormier
Pour les articles homonymes, voir Cormier (homonymie).
Le Cormier est une commune française située dans le département de l'Eure en région Normandie.

## Géographie

### Localisation
La commune du Cormier s'étend sur environ 1 000 hectares et se compose du bourg et de sept hameaux : la Houssaye, le Bois-Brac, Martainville, le Buisson-Sagout, la Longue Haie, la Brosse et le Bois-Millon.
| Cierrey      |                                   | Caillouet-Orgeville    |
| Le Val-David | Cormier                           |                        |
|              | Saint-Germain-de-Fresney, Fresney | Boisset-les-Prévanches |

### Hydrographie
La commune est située dans le bassin Seine-Normandie. Elle est drainée par le cours d'eau 01 de la Vallée de la Longue Haie,.

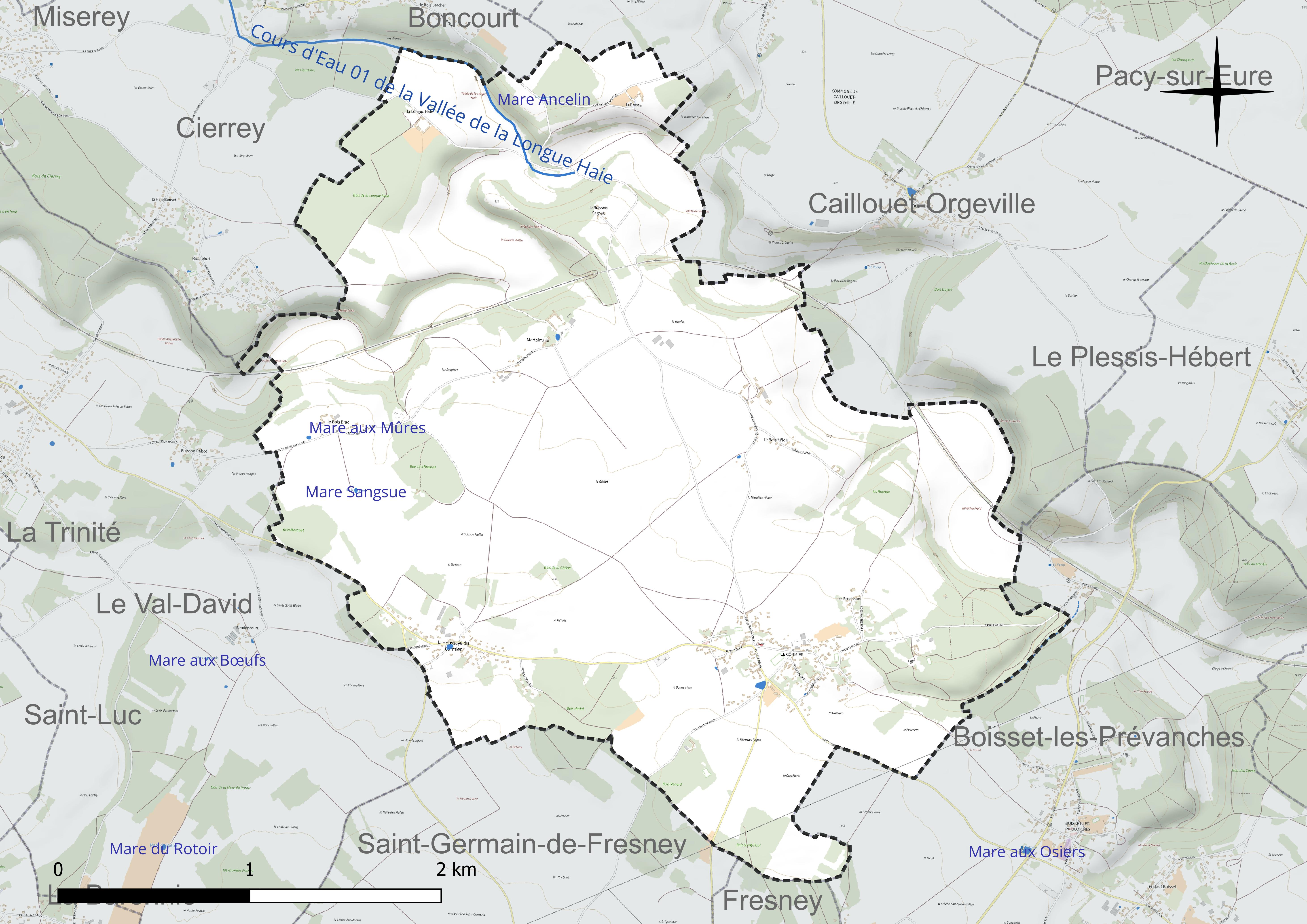
Réseau hydrographique du Cormier.

Trois plans d'eau complètent le réseau hydrographique : la mare Ancelin (0 ha), la mare aux Mûres (0 ha) et la mare Sangsue (0 ha),.

### Climat
Pour des articles plus généraux, voir Climat de la Normandie et Climat de l'Eure.
En 2010, le climat de la commune est de type climat océanique dégradé des plaines du Centre et du Nord, selon une étude du CNRS s'appuyant sur une série de données couvrant la période 1971-2000. En 2020, Météo-France publie une typologie des climats de la France métropolitaine dans laquelle la commune est exposée à un climat océanique et est dans la région climatique  Sud-ouest du bassin Parisien, caractérisée par une faible pluviométrie, notamment au printemps (120 à 150 mm) et un hiver froid (3,5 °C). Parallèlement le GIEC normand, un groupe régional d’experts sur le climat, différencie quant à lui, dans une étude de 2020, trois grands types de climats pour la région Normandie, nuancés à une échelle plus fine par les facteurs géographiques locaux. La commune est, selon ce zonage, exposée à un « climat des plateaux abrités », correspondant aux plaines agricoles de l’Eure, avec une pluviométrie beaucoup plus faible que dans la plaine de Caen en raison du double effet d’abri provoqué par les collines du Bocage normand et par celles qui s’étendent sur un axe du Pays d'Auge au Perche.
Pour la période 1971-2000, la température annuelle moyenne est de 10,5 °C, avec  une amplitude thermique annuelle de 14,3 °C. Le cumul annuel moyen de précipitations est de 642 mm, avec 10,9 jours de précipitations en janvier et 7,8 jours en juillet. Pour la période 1991-2020, la température moyenne annuelle observée sur la station météorologique la plus proche, située sur la commune de Guichainville à 9 km à vol d'oiseau, est de 11,1 °C et le cumul annuel moyen de précipitations est de 659,6 mm,. Pour l'avenir, les paramètres climatiques de la commune estimés pour 2050 selon différents scénarios d’émission de gaz à effet de serre sont consultables sur un site dédié publié par Météo-France en novembre 2022.

## Urbanisme

### Typologie
Au 1er janvier 2024, Le Cormier est catégorisée commune rurale à habitat dispersé, selon la nouvelle grille communale de densité à 7 niveaux définie par l'Insee en 2022.
Elle est située hors unité urbaine. Par ailleurs la commune fait partie de l'aire d'attraction d'Évreux, dont elle est une commune de la couronne,. Cette aire, qui regroupe 108 communes, est catégorisée dans les aires de 50 000 à moins de 200 000 habitants,.

### Occupation des sols
L'occupation des sols de la commune, telle qu'elle ressort de la base de données européenne d’occupation biophysique des sols Corine Land Cover (CLC), est marquée par l'importance des territoires agricoles (79,2 % en 2018), une proportion identique à celle de 1990 (79,2 %). La répartition détaillée en 2018 est la suivante : 
terres arables (72,6 %), forêts (18,2 %), zones agricoles hétérogènes (6,6 %), zones urbanisées (2,6 %). L'évolution de l’occupation des sols de la commune et de ses infrastructures peut être observée sur les différentes représentations cartographiques du territoire : la carte de Cassini (XVIIIe siècle), la carte d'état-major (1820-1866) et les cartes ou photos aériennes de l'IGN pour la période actuelle (1950 à aujourd'hui).

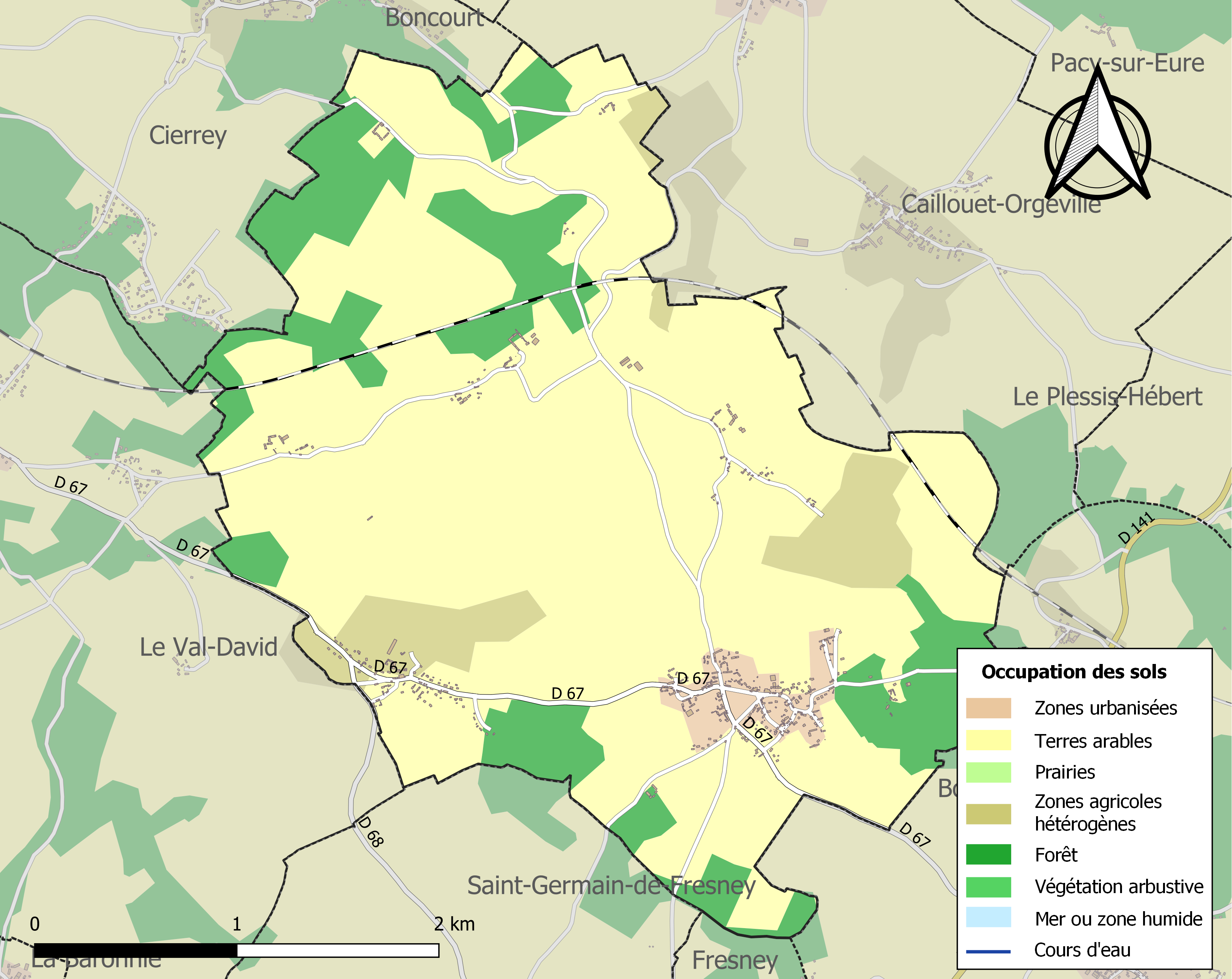
Carte des infrastructures et de l'occupation des sols de la commune en 2018 (CLC).

## Toponymie
Le nom de la localité est attesté sous la forme Cormer vers 1200, Le Cormyer en 1562, Cormières en 1631 (Tassin, Plans et profilz), Le Cormier en 1793 et 1801.
La commune s'appelait Martainville-du-Cormier depuis la fusion en 1819 avec Martainville-près-Pacy, elle a pris son nom actuel en 1863.
De corme (ou sorbe), fruit du cormier, variété domestique du sorbier (Sorbus domestica), culture autrefois essentielle dans l’économie rurale, dont le bois était utilisé pour fabriquer des manches d'outils. Le sud du département de l’Eure est riche en cormiers.

## Histoire
Au cours de la Révolution française, la commune porta provisoirement le nom de "Martainville-du-Cormier".
Le hameau de Rochefort a été rattaché à la commune de Cierrey après 1911.[réf. nécessaire]

## Politique et administration
| Période                                  | Période  | Identité          | Étiquette | Qualité     |
| ---------------------------------------- | -------- | ----------------- | --------- | ----------- |
| mars 2001                                | 2014     | Marc Vancaeyzeele |           |             |
| mars 2014                                | En cours | Sylvain Bignon    | SE        | Agriculteur |
| Les données manquantes sont à compléter. |          |                   |           |             |

Après DUGUAY jusqu'en l'an XI, le maire de Martainville, puis de Martainville-du-Cormier sous la Restauration, fut un émigré amnistié, Jean Robert de Loubert de Martainville (1777-1851), héritier des seigneurs de Martainville, Rochefort et Longue Haie, vicomte en 1815, chevalier de la Légion d'honneur et de l'ordre de Saint Louis.
SEUGE fut maire du Cormier jusqu'à la réunion en 1819.

## Démographie
L'évolution du nombre d'habitants est connue à travers les recensements de la population effectués dans la commune depuis 1793. Pour les communes de moins de 10 000 habitants, une enquête de recensement portant sur toute la population est réalisée tous les cinq ans, les populations de référence des années intermédiaires étant quant à elles estimées par interpolation ou extrapolation. Pour la commune, le premier recensement exhaustif entrant dans le cadre du nouveau dispositif a été réalisé en 2005.

En 2022, la commune comptait 361 habitants, en évolution de −11,3 % par rapport à 2016 (Eure : −0,25 %, France hors Mayotte : +2,11 %).
| 1793 | 1800 | 1806 | 1866 | 1872 | 1876 | 1881 | 1886 | 1891 |
| ---- | ---- | ---- | ---- | ---- | ---- | ---- | ---- | ---- |
| 400  | 442  | 427  | 429  | 401  | 355  | 363  | 378  | 317  |

| 1896 | 1901 | 1906 | 1911 | 1921 | 1926 | 1931 | 1936 | 1946 |
| ---- | ---- | ---- | ---- | ---- | ---- | ---- | ---- | ---- |
| 333  | 332  | 341  | 385  | 306  | 307  | 290  | 266  | 270  |

| 1954 | 1962 | 1968 | 1975 | 1982 | 1990 | 1999 | 2005 | 2006 |
| ---- | ---- | ---- | ---- | ---- | ---- | ---- | ---- | ---- |
| 272  | 245  | 221  | 227  | 289  | 307  | 339  | 376  | 380  |

| 2010 | 2015 | 2020 | 2022 | - | - | - | - | - |
| ---- | ---- | ---- | ---- | - | - | - | - | - |
| 391  | 404  | 373  | 361  | - | - | - | - | - |

## Lieux et monuments

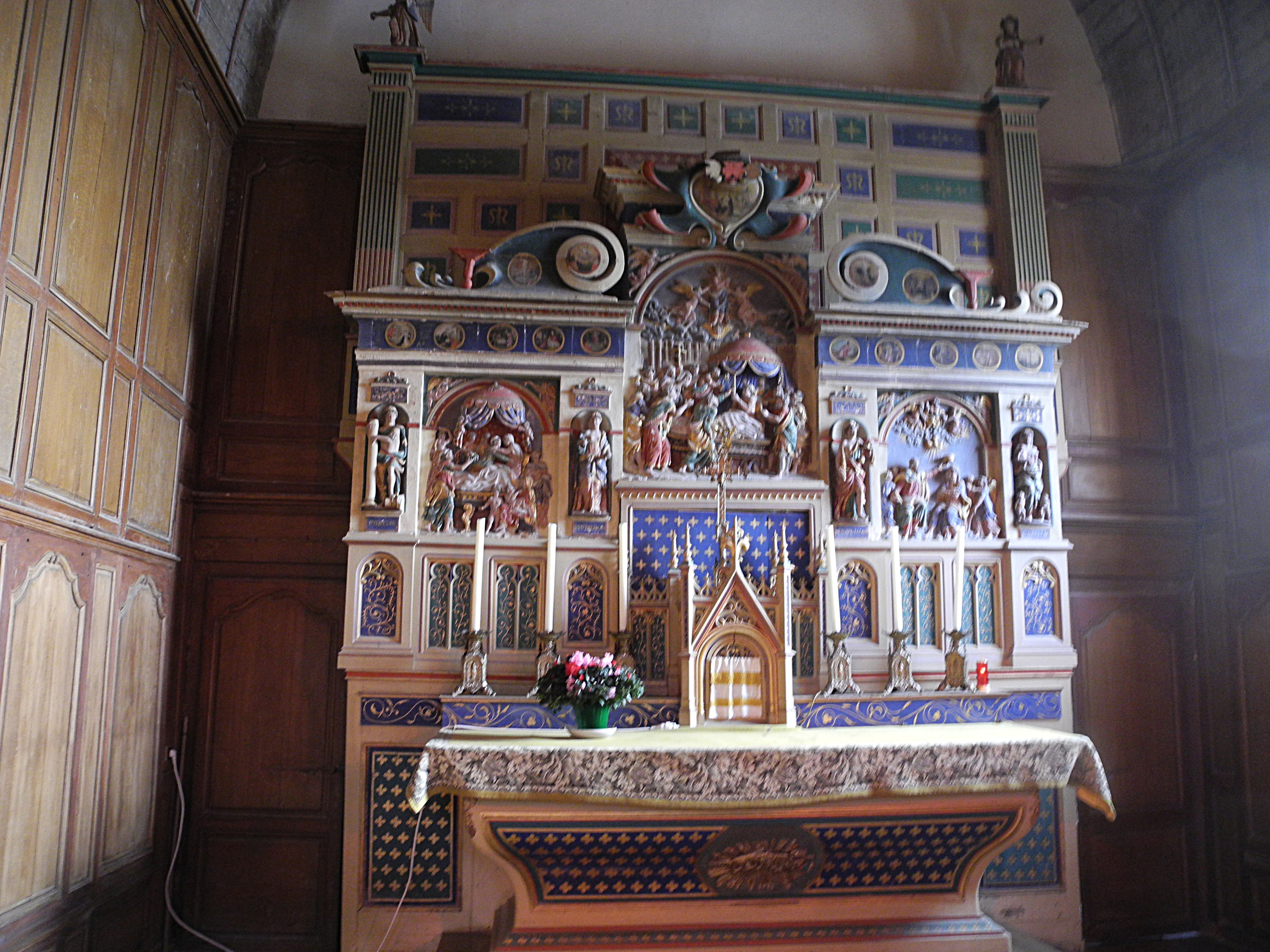
Le retable.

- L'église Notre-Dame : elle a été remaniée au cours des siècles. Ses principales modifications ont été effectuées au XVIe siècle, après la destruction de l'église de Martainville, qui était plus grande. C'est de cette époque que date le retable du maître autel, représentant des scènes de la vie de la Vierge. Il s'agit d'un monument en pierre avec des décors en haut-relief, qui comporte quelques éléments de bois rajoutés au XVIIe siècle. Le clocher renferme deux cloches baptisées Marie-Cécile (du prénom de la fille aînée du maire JR de Loubert) et Marie-Elisabeth.
- Un cormier, arbre fruitier rare, pousse devant la mairie.

## Personnalités liées à la commune
Depuis 1544 et jusqu'à la Révolution, Martainville était le fief de la Famille de Loubert. Blaise de Loubert fut anobli écuyer en 1544. Sa descendante par la branche aînée, Marthe, fille de Louis, dame de Martainville, Rochefort et Longue-Haie conserva le nom en épousant en 1677 son cousin de la branche cadette, Alexandre de Loubert seigneur d'Epiez et Neuilly.